# X 2000
 Der er for få eller ingen kildehenvisninger i denne artikel, hvilket er et problem. Du kan hjælpe ved at angive troværdige kilder til de påstande, som fremføres i artiklen.

X 2000 (tidl. SJ 2000 og tidl. X2000) er markedsnavn for det svenske kurvestyrede højhastighedstog litra X2, der forbinder en række større svenske byer, bl.a. Stockholm, Göteborg, Malmö, Sundsvall og Östersund. Efter indvielsen af Øresundsforbindelsen kører enkelte desuden også til København. Fra 2010 kørtes også til Odense, men trafikken indstilledes igen i 2011. Siden 2015 har toget desuden kørt imellem Stockholm og Oslo.
Et enkelt X2-togsæt består sædvanligvis af en motorvogn, tre personvogne, en spisevogn og en styrevogn. Togsættets længde er 140 meter, maksimalhastighed er 200 km/t (i Sverige), men et togsæt har under forsøgskørsler nået 276 km/t. Ved 200 km/t er togets bremsevej 1100 m.
Togets acceleration er ved 5 vogne 0–200 km/t ca. 3 min. og 41 sek.
Togsættene gennemgik i 2005 en totalrenovering med en mere moderne indretning, hvilket indebar nye og mere komfortable sæder og en mere lys kabine, nye bemaling samt bedre bistro, og trådløst bredbånd med et par hundrede kbps til deling mellem passagererne. Toget kan tilnærmelsesvist ligne amerikanske togsæt.
SJ bestilte i 2008 nye X55 Bombardier Regina tog, til at erstatte X 2000 på ruter hvor toget ikke kan bruges optimalt. X 2000 bliver på disse ruter erstattet af SJ 3000.